# Cantonul Saint-Denis-7
Cantonul Saint-Denis-7 este un canton din arondismentul Saint-Denis, Réunion, Franța.